# アンテナ3
アンテナ3（Antena 3）はスペインの民間テレビ局。チャンネルは3。

## 概要
1988年に設立したアンテナ3デ・テレビションの主要チャンネルであり、1989年12月25日に試験放送を開始、翌1990年1月25日に正式に本放送が開始された。2008年からはボーダフォンの携帯テレビサービスをスタートした。

## 主な番組
- Espejo Público（報道番組）
- ザ・シンプソンズ
- El Internado
- アキ・ノー・アイ・キエン・ビーバ（Aquí no hay quien viva） - コメディー。マドリードの集合住宅の住民が繰り広げるドタバタコメディー。
- フィシカ・オ・キミカ（Física o Química） - 高校を舞台にしたドラマ。
- ペーパー・ハウス （シーズン3以降はNetflixが製作）